# Канун далеков
«Канун далеков» (англ. Eve of the Daleks) — новогодний специальный эпизод британского телесериала «Доктор Кто». Премьера состоялась 1 января 2022 года на канале BBC One. Это первый из трёх специальных выпусков в 2022 году, которые вышли после 13-го сезона. Сценарий серии написал главный сценарист и исполнительный продюсер Крис Чибнелл, режиссёр серии — Аннетта Лауфер.
Роль Тринадцатого Доктора исполнена актрисой Джоди Уиттакер, роли спутников Ясмин Хан и Дэна Льюиса — Мандип Гилл и Джон Бишоп. Главные антагонисты серии — далеки.

## Сюжет
В канун Нового года, за несколько минут до полуночи, на склад хранения в Манчестере, которым владеет и управляет Сара, приходит влюблённый в неё Ник. Между тем Доктор пытается перезапустить ТАРДИС, чтобы устранить повреждения, нанесённые Потоком. Желая провести время на пляже, они выходят из машины времени в тот же склад хранения. Перезапуск ТАРДИС неожиданно вызывает временную петлю.
Ник встречает далека-палача, который убивает его, а позже Доктора, Яс, Дэна и Сару. Время перезапускается. Сара и Ник пытаются спасти друг друга, но вновь погибают от далека. Доктор осознаёт, что после каждого перезапуска временная петля сокращается на минуту и делает вывод, что петля закроется в полночь. Далеки заявляют, что обнаружили след энергии ТАРДИС и прилетели казнить Доктора за события в прошлой серии. И команда Доктора, и далеки учатся на предыдущих петлях, стараясь предугадать действия противника. Ник признаётся, что возвращается каждый год на склад, чтобы увидеть Сару, а Дэн рассказывает Доктору, что у Яс есть к ней чувства.
При помощи фейерверков и других веществ, незаконно хранящихся на складе другим сотрудником, команда создаёт взрывоопасную ловушку. На предпоследней петле они ведут себя иначе, чтобы далеки не предугадали их план, и погибают. В последнюю перед полуночью минуту они размещают вещества и мобильный телефон Сары и покидают склад через подвал. Мать Сары звонит ей, и далеки открывают огонь, взрывая ловушку. Здание склада разрушается, погребая под собой далеков.
ТАРДИС заканчивает перенастройку, и Доктор со своими спутниками отправляется на поиск потерянного сокровища «Flor de la Mar». Сара и Ник решают отправиться вместе в путешествие.

## Производство

### Разработка
Серия написана шоураннером сериала Крис Чибнелл. В серии появилась новая версия далеков — «далеки-палачи», и использует идею временной петли.

### Кастинг
Джоди Уиттакер исполнила главную роль Тринадцатого Доктора вместе с Мандип Гилл в роли as Ясмин Хан и Джоном Бишопом в роли Дэна Льюиса. Приглашёнными актёрами были Эшлинг Би и Аджани Салмон, а также Полин Маклинн. Джонни Диксон, ранее появившийся в серии «Женщина, которая упала на Землю» (2018), вернулся к роли Карла.

### Съёмки
Серия была снята режиссёром Аннеттой Лауфер. Первые два спецвыпуска 2022 года снимались вместе с сериями 13-го сезона в одном производственном цикле. Съёмки этих двух спецвыпусков завершились в августе 2021 года.

## Показ и критика
| Агрегированные оценки            | Агрегированные оценки |
| Источник                         | Рейтинг               |
| -------------------------------- | --------------------- |
| Rotten Tomatoes (Tomatometer)    | 83 %                  |
| Rotten Tomatoes (средняя оценка) | 7,2/10                |
| Metacritic                       | 76/100                |
| Оценки критиков                  |                       |
| Источник                         | Рейтинг               |
| Evening Standard                 | [ 10 ]                |
| i                                | [ 11 ]                |
| Metro                            | [ 12 ]                |
| Radio Times                      | [ 13 ]                |
| The A.V. Club                    | A-                    |
| The Guardian                     | [ 15 ]                |
| The Independent                  | [ 16 ]                |
| The Telegraph                    | [ 17 ]                |

### Показ
Серия вышла 1 января 2022 года на канале BBC One и является первым из трёх специальных эпизодов 2022 года.

### Рейтинги
Серию за вечер посмотрело 3,21 миллионов зрителей, и она стала шестой по просмотрам программой дня. Серия получила индекс оценки 77 из 100 максимальных. За семь дней общее количество зрителей возросло до 4,4 миллионов, и серия стала 25-й по просмотрам программой недели.

### Критика
На сайте-агрегаторе обзоров Metacritic серия получила «в целом положительные отзывы» и среднюю оценку 76 из 100 на основе 6 отзывов. На Rotten Tomatoes, другом сайте-агрегаторе, 83 % из 12 критиков дали серии положительный отзыв, и серия получила средний рейтинг 7,2 из 10. Консенсус сайта — «„Доктор Кто“ уменьшает масштаб, и всё это к лучшему, так как новогодний спецвыпуск находит свежие нотки в замкнутом повествовании».

## Выпуск на DVD и Blu-ray
Спецвыпуски «Канун далеков» и «Легенда о морских дьяволах» вышли вместе на DVD и Blu-ray в регионе 2/B 23 мая 2022 года, в регионе 1/A — 28 июня 2022 года и в регионе 4/B — 13 июля 2022 года. Серия входит в комплект со спецвыпусками 2022 года, который вышел в регионе 2/B 7 ноября 2022 года.

## Саундтрек
Избранные саундтреки были выпущены в цифровом формате 2 декабря 2022 года. 13 января 2023 года выпущен альбом, содержащий саундтреки из всех трёх спецвыпусков 2022 года.